# IC 4801
IC 4801 ist eine linsenförmige Galaxie vom Hubble-Typ S0/a im Sternbild Pfau am Südsternhimmel. Sie ist schätzungsweise 194 Millionen Lichtjahre von der Milchstraße entfernt und hat einen Durchmesser von etwa 100.000 Lichtjahren.

In der gleichen Himmelsregion befinden sich auch die Galaxien IC 4790 und IC 4799.
Das Objekt wurde am 13. August 1901 von DeLisle Stewart entdeckt.